# Флемстрём, Педер
Пе́дер Фле́мстрём (швед. Peder Flemström; род. 18 февраля 1963) — шведский кёрлингист
В составе мужской сборной команды Швеции участник и бронзовый призёр чемпионата мира 1990.
Играл на позиции второго.

## Достижения
- Чемпионат мира по кёрлингу среди мужчин: бронза (1990)

## Команды
| Сезон   | Четвёртый          | Третий         | Второй          | Первый       | Запасной                                  | Турниры |
| ------- | ------------------ | -------------- | --------------- | ------------ | ----------------------------------------- | ------- |
| 1989—90 | Ларс-Оке Нурдстрём | Кристер Эдлинг | Педер Флёмстрём | Петер Ненцен | Андерс Йидлунд тренер: Стефан Хассельборг | ЧМ 1990 |

(скипы выделены полужирным шрифтом)